# Alexander George Ogston
Alexander George Ogston (* 30. Januar 1911 in Bombay; † 29. Juni 1996) war ein englischer Biochemiker und Physikochemiker.

## Leben
Ogston besuchte das Eton College und studierte am Balliol College der Universität Oxford mit dem Abschluss 1933. Dann forschte er am London Hospital über Blutproteine und wurde 1937 in Oxford promoviert. 1937 wurde er Fellow des Balliol College und Tutor in Physikalischer Chemie, 1938 Demonstrator und 1955 Reader in Biochemie. 1959 wurde er Professor für Physikalische Biochemie an der Australian National University (John Curtin School of Medical Research). 1970 ging er wieder nach Oxford als Präsident des Trinity College. 1978 ging er in den Ruhestand und wurde Ehren-Fellow des Trinity College (und seit 1969 war er Ehren-Fellow des Balliol College).
Er wandte Methoden der Physikalischen Chemie auf biologische Systeme an und ist für sein Konzept des three point attachment (TPA) in der Stereochemie bekannt. Er entwickelte das Konzept 1948 bei Analyse des Krebs-Zyklus als Antwort auf die Frage, wie ein Enzym Enantiomere unterscheiden kann, denn an verschiedenen Stellen des Zyklus geschah genau das. Ogston lieferte ein einfaches geometrisches Beispiel, wie ein Enzym, das nur an drei Stellen Kontakt mit dem Substrat hatte, das bewerkstelligen konnte. Das Konzept wurde sofort akzeptiert und von Hans Adolf Krebs 1949 in seiner Harvey Lecture als Lösung des Problems der Erzeugung optisch aktiver Substanzen in biologischen Systemen bezeichnet. Im Jahr 1958 publizierte er die Ogston Siebtheorie zur Gelelektrophorese.
Mit seinem Studenten J. P. Johnston löste er ein Problem, das beim Zentrifugieren von Blutproteinen auftrat und danach auch auf anderen Gebieten Anwendung fand (Johnston-Ogston-Effekt).
1986 erhielt er die Davy-Medaille. Er war seit 1955 Fellow der Royal Society und seit 1962 der Australian Academy of Science. 1977 wurde er Ehrendoktor in Uppsala.
1955 bis 1959 war er Herausgeber des Biochemical Journal.
1934 heiratete er Elizabeth Wicksteed und hatte einen Sohn und drei Töchter.